# Ellingsrudåsen (станция метро)
Станция Ellingsrudåsen метрополитена Осло открыта 8 ноября 1981 года для линии 2. В настоящее время обслуживает также линию 1, являясь конечной станцией для них обеих.
Находится в 12 километрах от центра в микрорайонах Ellingsrud и Alna.
Станция односводчатого типа с боковыми платформами, к которым ведут эскалаторы. Стены станции оставлены природными скальными.